# Henri Weber
Henri Weber (Leninabad, 23 juni 1944 – Avignon, 26 april 2020) was een Franse politicus van de Socialistische Partij.
Hij was van 1995 tot 2004 Frans senator. Daarvoor was hij locoburgemeester van Saint-Denis. Van 2004 tot en met 2014 vertegenwoordigde hij Frankrijk in het Europees Parlement.

## Leven
Webers ouders waren joden uit het Poolse Chrzanów, zijn vader was klokkenmaker, zijn moeder textielarbeider. Vóór de Duitse intocht waren ze naar de Sovjetunie gevlucht en werden daar gedeporteerd naar een werkkamp in Tadzjikistan. In 1945 emigreerde de familie naar Frankrijk. In zijn jeugd was hij lid van de socialistisch-zionistische Hashomer Hatzair.
Hij studeerde filosofie en politicologie aan de Parijse Sorbonne. In deze tijd was hij actief bij de Union des étudiants communistes, de studentenvereniging van de Franse Communistische Partij. Hij werd daar in 1965 echter uitgestoten en richtte aansluitend samen met Alain Krivine de trotskistische Jeunesse communiste révolutionnaire op. Hij maakte deel uit van de activisten van mei 1968 in Parijs en was lid van de trotskistische Ligue Communiste Révolutionnaire (LCR). Van 1968 tot 1976 was hij chef-redacteur van Rouge, het tijdschrift van de LCR. Van 1969 tot 1988 doceerde hij politieke filosofie aan de Universiteit Paris VIII (Vincennes). Hij promoveerde in 1973 aan de Universiteit Parijs 1 Panthéon-Sorbonne bij Maurice de Gandillac met een proefschrift over "Marxisme en klassebewustzijn", die het predicaat très honorable kreeg.
In 1981 trok hij zich voorlopig terug uit de politiek, totdat hij in 1986 lid werd van de Parti socialiste. Daar hoorde hij bij de kring rond Laurent Fabius, die in 1988 president van de Assemblée nationale werd en Weber in zijn kabinet beriep. Van 1989 tot 1995 was Weber plaatsvervangend burgemeester van Saint-Denis, een voorstad van Parijs. Hij nam deel aan de parlementsverkiezingen van 1988 en 1993, zonder succes. Hij was werkzaam als bijzonder gezant voor de ministers voor betrekkingen met het parlement Martin Malvy en Louis Mermaz. Parallel daaraan werkte hij vanaf 1992 in de staf van Laurent Fabius, die intussen eerste secretaris van de PS was.
Van 1993 tot 2008 was hij lid van de bureau national en secrétariat national van de partij, waar hij verantwoordelijk was voor onderwijs, cultuur en media. Van 1995 tot 2004 was Weber lid van de Franse senaat, waar hij het departement Seine-Maritime vertegenwoordigde. Hij leidde van 1995 tot 2005 de "zomeruniversiteit" van de PS in La Rochelle, en van 1997 tot 2005 de partijkrant Revue Socialiste. Van 2004 tot 2014 was hij lid van het Europees Parlement. Verder was Weber van 2008 tot 2012 toegevoegd secretaris van de PS voor globaliseringsvraagstukken. Onder de eerste secretaris Jean-Christophe Cambadélis was hij vanaf 2014 directeur voor Europese Studies van de partij.
Henri Weber was getrouwd met de filmproducente Fabienne Servan-Schreiber, dochter van de journalist en gaullistische politicus Jean-Claude Servan-Schreiber. Ze kregen drie kinderen.

### EU-Parlementariër
Weber was in het Europarlement lid van de Sociaaldemocratische fractie, c.q. vanaf 2009 de Progressieve Alliantie van Socialisten en Democraten. Van 2007 tot 2012 was hij plaatsvervangend voorzitter van de delegatie voor de betrekkingen tot de Volksrepubliek China. Verder was hij van 2004 tot 2009 lid van de Commissie voor cultuur en onderwijs, van 2009 tot 2012 van de Commissie voor industrie, onderzoek en energie, en van 2012 tot 2014 van de Commissie voor internationale handel. Van 2004 tot 2007 was hij afgevaardigde naar de parlementaire samenwerkingscommissie EU-Rusland en van 2012 tot 2014 naar de parlementaire pariteitsvergadering AKP-EU.
- Biblioteca Nacional de España: XX858349
- Bibliothèque nationale de France: cb11928964x (data)
- Catàleg d'autoritats de noms i títols de Catalunya: 981058599389206706
- Gemeinsame Normdatei: 170207463
- International Standard Name Identifier: 0000 0001 0882 3632
- Library of Congress Control Number: n50020915
- Nationale Bibliotheek van Israël: 987007269873305171
- Nederlandse Thesaurus van Auteursnamen: 069662495
- Istituto Centrale per il Catalogo Unico: RMRV190829
- Système universitaire de documentation: 027193942
- Virtual International Authority File: 27270299
- WorldCat: E39PBJq6RCWQ6R8G67GMXHFBT3